# Koran

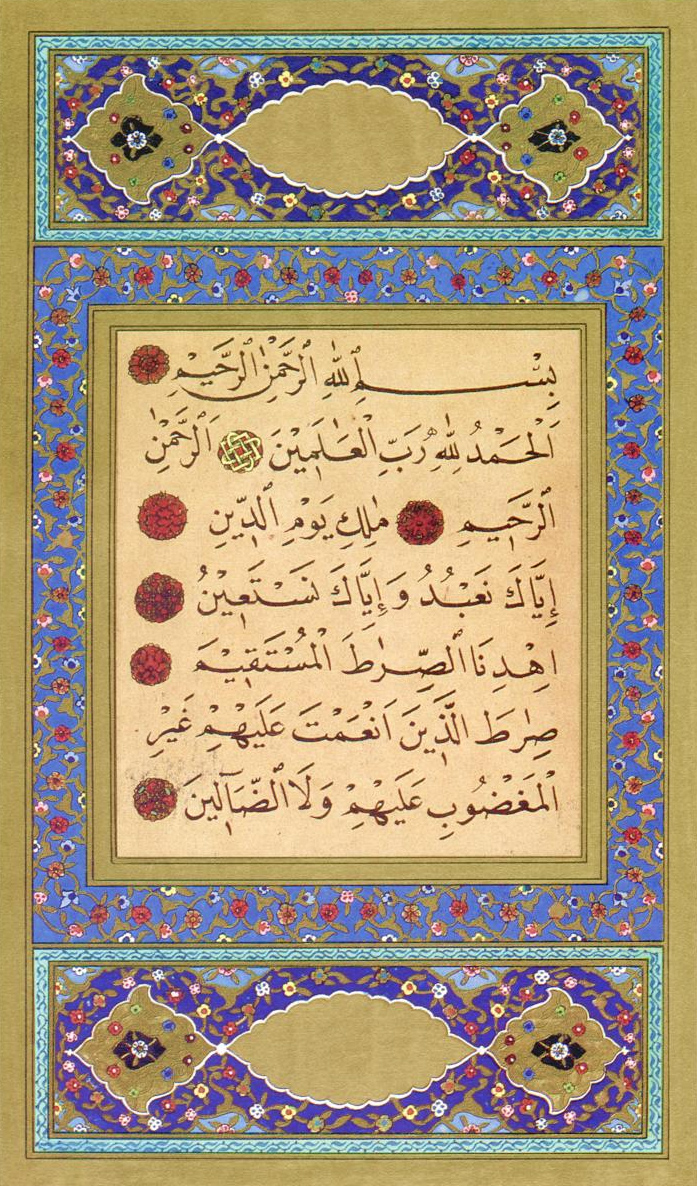
Die erste Sure al-Fātiha in einer Handschrift des Kalligraphen Aziz Efendi (1871–1934)

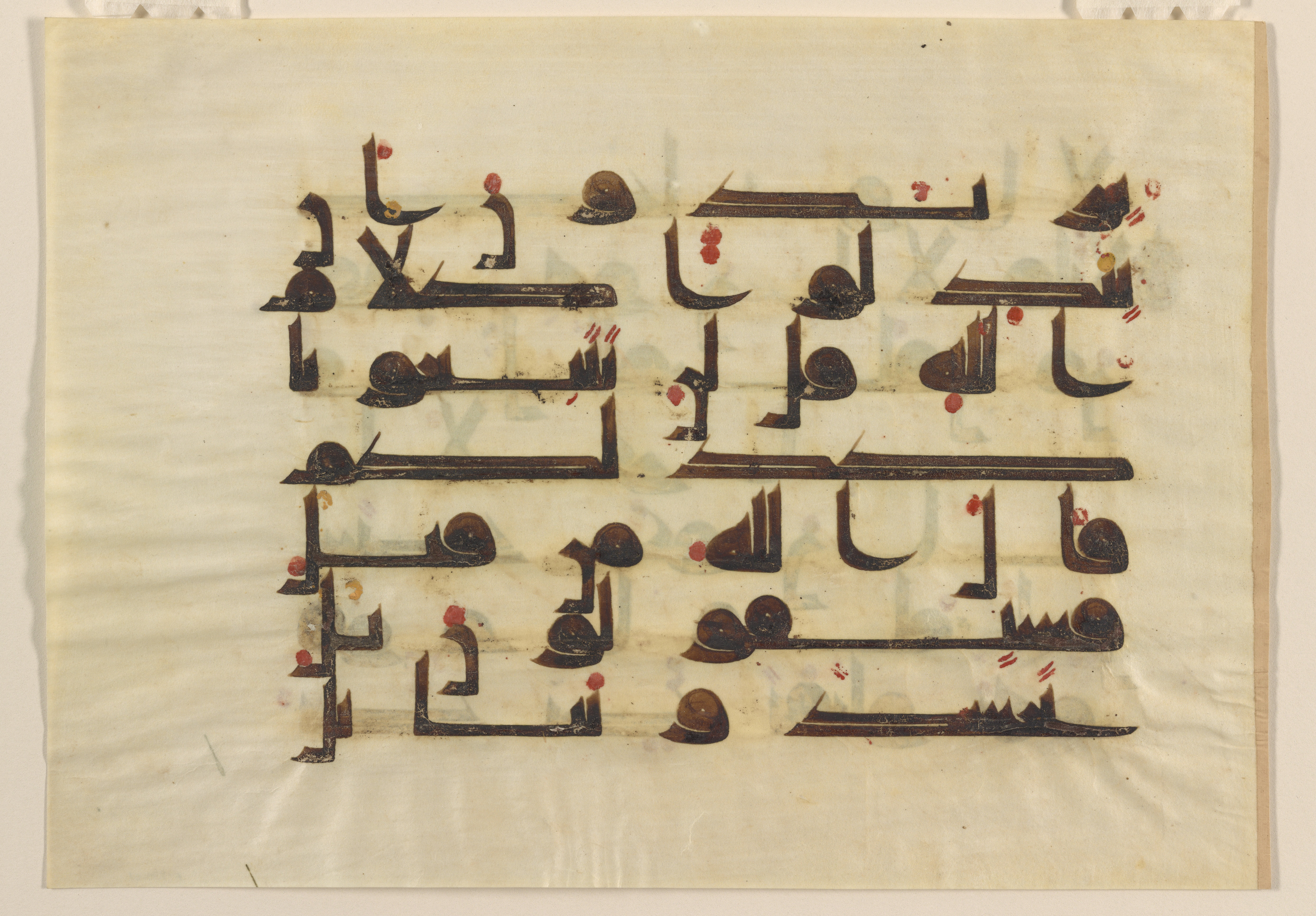
Teil eines Verses aus der 48. Sure al-Fath in einer Handschrift aus dem 8. oder 9. Jahrhundert

Der Koran (so die eingedeutschte Form von arabisch القرآن al-Qur'ān, DMG al-Qurʾān ‚die Lesung,  Rezitation‘, [al-qurˈʔaːn]) ist die heilige Schrift des Islams, die gemäß gläubiger Muslime die wörtliche Offenbarung Gottes (arabisch الله, Allah) an den Propheten Mohammed enthält. Er ist in einer speziellen Reimprosa abgefasst, die auf Arabisch als Sadschʿ bezeichnet wird. Der Koran besteht aus 114 Suren, diese bestehen wiederum aus einer unterschiedlichen Anzahl an Versen (آيات / āya, plural āyāt). Maßgeblich für alle modernen Ausgaben ist die orthographisch standardisierte Kairiner Koranausgabe der Kairoer Azhar-Universität von 1924.
Ein wichtiges Kennzeichen des Korans ist seine Selbstreferentialität. Das bedeutet, dass der Koran sich an vielen Stellen selbst thematisiert. Auch die meisten Glaubenslehren der Muslime hinsichtlich des Korans stützen sich auf solche selbstreferentiellen Aussagen im Koran. Nach dem Glauben der sunnitischen Muslime ist der Koran die unerschaffene Rede Gottes oder zumindest ein Ausdruck davon. Eine Minderheit von Muslimen ist dagegen der Auffassung, dass der Koran erschaffen sei.

## Der Koran als Glaubensgrundlage

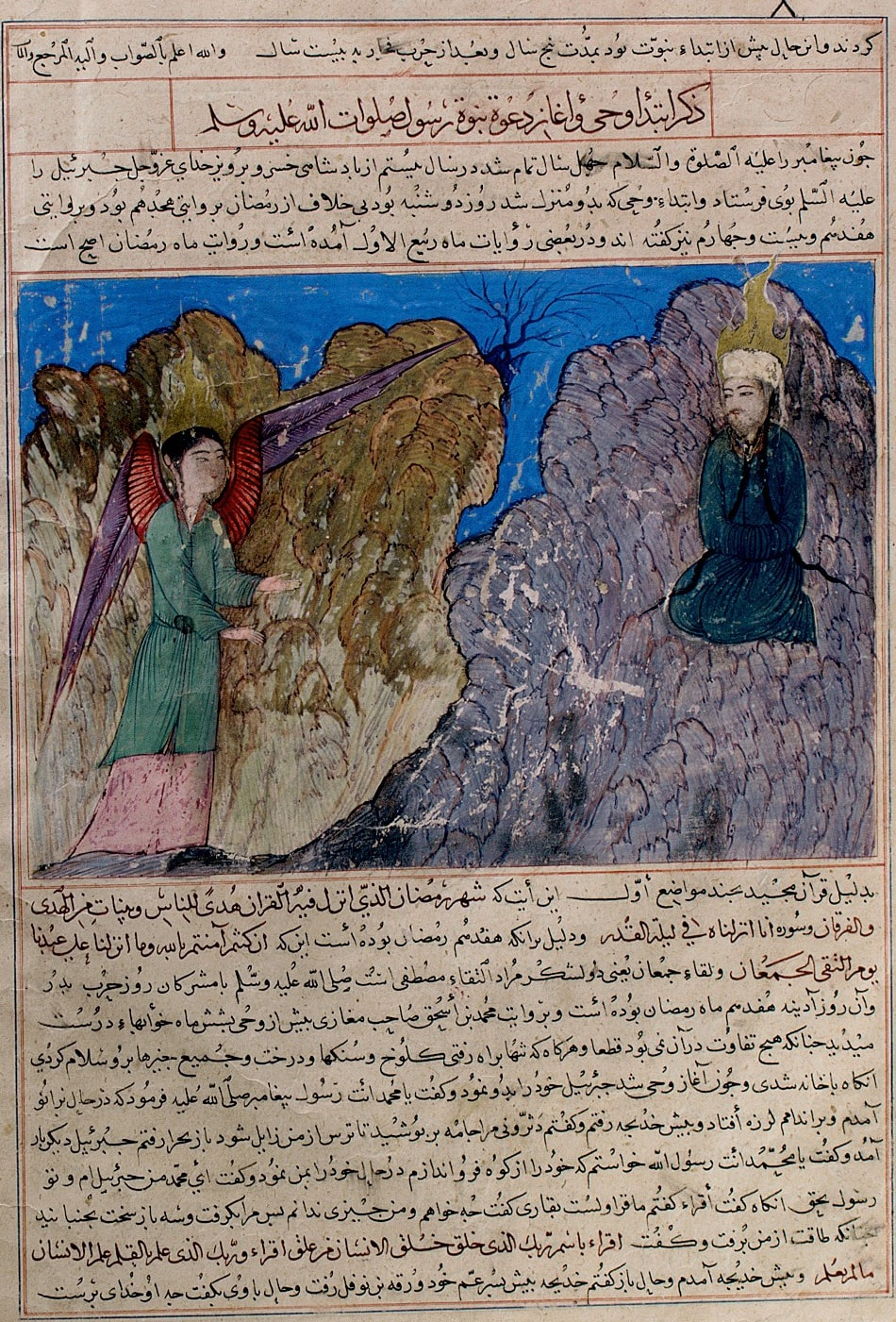
Mohammeds Berufung zum Prophetentum und die erste Offenbarung; Blatt aus einer Kopie des Madschma at-tawarich (Maǧmaʿ at-tawārīḫ), um 1425, timuridisch, aus Herat (heute im Metropolitan Museum of Art, New York)

Der Koran ist die Hauptquelle des islamischen Gesetzes, der sogenannten Scharia. Weitere Quelle der Scharia ist unter anderem die Sunna des Propheten Mohammed. Daneben gilt der Koran auch als ästhetisches Vorbild für arabische Rhetorik und Dichtung. Seine Sprache beeinflusste darüber hinaus stark die Entwicklung der arabischen Grammatik. Neben den erhaltenen Fragmenten der vorislamischen Dichter galt und gilt das koranische Arabisch als Richtschnur für die Korrektheit sprachlichen Ausdrucks.
Im Arabischen wird der Koran mit dem Attribut karīm („edel, würdig“) versehen. Unter deutschsprachigen Muslimen ist der Begriff „der Heilige Qur'an“ gebräuchlich.
Gemäß der Überlieferung nach Mohammeds Cousin Ibn ʿAbbās und seinem Schüler Mudschāhid ibn Dschabr fand die erste Offenbarung in der Höhle des Berges Hira statt. Es sind die ersten fünf Verse der Sure 96. Sie beginnt mit den Worten:

«اقرأ باسم ربّك الّذي خلق»

„iqraʾ bi-smi rabbika ’llaḏī ḫalaq“

„Trag vor im Namen deines Herrn, der erschaffen hat!“

Allgemein wird angenommen, dass Mohammed weder lesen noch schreiben konnte, weshalb die Muslime glauben, dass der Erzengel Gabriel ihm den Befehl gab, das zu rezitieren bzw. vorzutragen, was ihm vorher offenbart wurde. Daher hat der Koran auch seinen Namen: „Lesung/Rezitation“.
Der islamischen Überlieferung, der Sira-Literatur und der Koranexegese (Tafsir) zufolge trat Mohammed nach der ersten Offenbarung aus der Höhle, und der Erzengel Gabriel baute sich in alle Blickrichtungen vor ihm auf. Von diesem Erlebnis soll Mohammed so erschüttert gewesen sein, dass er zitternd zu seiner Frau Chadidscha heimkehrte, die ihn in eine Decke wickelte, worauf die Sure 74 offenbart wurde:

„Der du dich (mit dem Obergewand) zugedeckt hast, erhebe dich und warne (deine Landsleute vor der Strafe Gottes)! Und preise deinen Herrn …“

Der Überlieferung zufolge soll ʿAlī ibn Abī Tālib Augenzeuge der ersten Offenbarung gewesen sein. In den folgenden 22 Jahren wurde Mohammed der gesamte Koran offenbart, wobei viele Verse Bezug auf aktuelle Geschehnisse der Zeit nehmen. Andere Verse erzählen von den Propheten (Adam, Abraham, Noah, Josef, Moses, ʿĪsā ibn Maryam (Jesus) und weiteren), und wieder andere enthalten Vorschriften und allgemeine Glaubensgrundsätze. Dabei wendet sich der Koran an alle Menschen. Es werden auch Nichtgläubige und Angehörige anderer Religionen angesprochen.

## Einteilung des Textes

### Suren und Verse

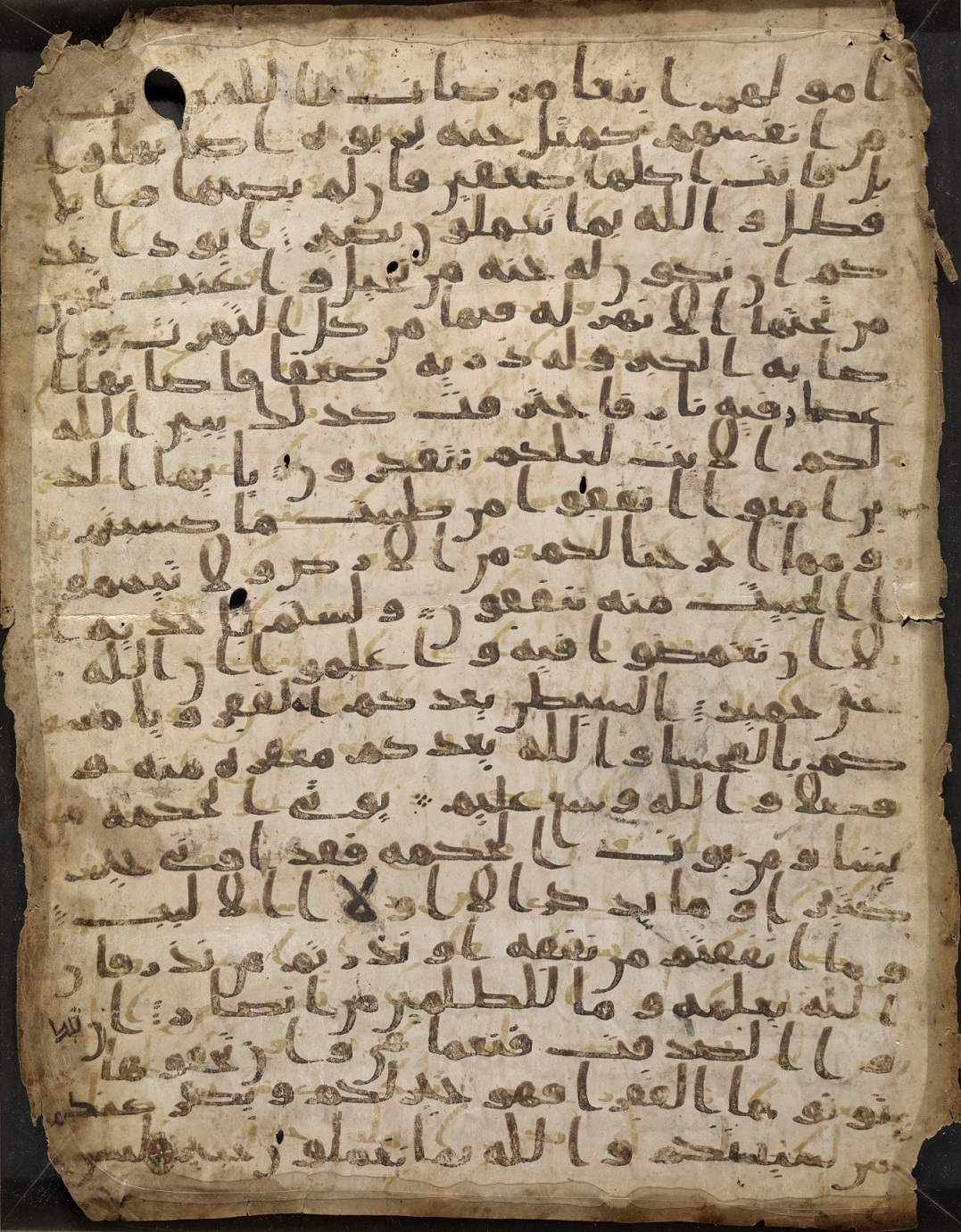
Die rechte Seite des binären Manuskripts von Stanford ‘07. Die obere Schicht sind die Verse 265–271 der Sure al-Baqara. Die doppelte Schicht zeigt die Ergänzungen des ersten Korantextes und die Unterschiede zum heutigen Koran

#### Die Suren und ihre Namen
Der Koran besteht aus 114 mit Namen versehenen Suren. Während man in der nicht-islamischen Welt bei Koranzitaten üblicherweise die Suren mit ihrer Nummer nennt, wird in Veröffentlichungen von muslimischer Seite bei Koranzitaten meist auf deren arabischen Namen verwiesen. Die Benennung der Sure richtet sich nach einem bestimmten Wort, das in ihr vorkommt, beschreibt jedoch nicht unbedingt ihren Hauptinhalt. Einerseits sind viele Suren inhaltlich als unzusammenhängend zu betrachten – die Sure An-Nisā' (die Frauen) beispielsweise enthält zwar einige wichtige Koranstellen mit Bezug auf Frauen, spricht aber ansonsten auch über das Erbrecht sowie über generelle Glaubensinhalte. Ebenso die zweite Sure (al-Baqara – Die Kuh), welche zwar eine Geschichte mit einer Kuh als Schlachtopfer enthält, jedoch einen Großteil der gesetzlichen Regeln und der Glaubensinhalte vermittelt. Andererseits kommt es vor, dass unmittelbar aufeinanderfolgende Suren, wie beispielsweise Ad-Duhā und Asch-Scharh, dieselbe Thematik behandeln – in diesem Falle die Erinnerung an die Wohltaten Gottes – und deshalb oft zusammen gelesen werden.
Die Anordnung der Suren folgt keinem inhaltlichen Muster; vielmehr sind die Suren, mit Ausnahme der ersten Sure Al-Fātiha, grob der Länge nach geordnet (beginnend mit der längsten). Beispielsweise ist die Sure 108 mit nur drei Versen und 42 bzw. 43 Buchstaben am kürzesten, wenn ein Hamza hier als Buchstabe gezählt wird. Auch viele andere Suren weichen von der Anordnung nach der Länge ab, was von den Muslimen als Zeichen dafür gesehen wird, dass die Anordnung nicht willkürlich geschah. Die Muslime sind überzeugt, dass die Anordnung der Suren vom Propheten Muhammad so überliefert wurde. Im Gebet ist es deshalb unerwünscht, eine spätere vor einer früheren Sure zu rezitieren, laut Tradition. Im Gegensatz zum Tanach der Juden und zur Bibel, der heiligen Schrift christlicher Glaubensgemeinschaften, die zu bedeutenden Teilen aus chronologisch geordneten Geschichtsbüchern bestehen, gibt es eine solche Ordnung weder innerhalb der Suren noch in ihrer Anordnung, obwohl die chronologische Folge der Suren als bestimmbar angenommen wird.
Mit Ausnahme von Sure 9 beginnen alle Suren des Korans mit der Basmala-Formel (bi-smi llāhi r-rahmâni r-rahīm / بسم الله الرحمن الرحيم / ‚Im Namen Allahs, des Erbarmers, des Barmherzigen.‘). Am Anfang von 29 Suren stehen bestimmte abgetrennte Buchstaben, die wegen ihrer ungeklärten Bedeutung auch „geheimnisvolle“ oder „rätselhafte Buchstaben“ genannt worden sind. Es gibt verschiedene Ansätze, um diese abgetrennten Buchstaben zu interpretieren. So deutet Rumi diese mystisch, in ihnen könne man die Kraft der Offenbarung Gottes erkennen. Rashad Khalifa, ein ägyptisch-amerikanischer Biochemiker und Koranist, hingegen deutet diese Buchstaben als einen Hinweis für einen mathematisch-komplexen Code im Koran, auch Korancode genannt. In modernen Koranausgaben werden am Anfang der Suren neben dem Namen auch die Anzahl der Verse und der Offenbarungsort – Mekka oder Medina – angegeben.

#### Die verschiedenen Verszählungen

Fragment einer Koran-Handschrift aus dem 14. Jahrhundert mit einer Dschuz'-Markierung am rechten Rand

Die Suren bestehen jeweils aus einer unterschiedlichen Anzahl an Versen (āyāt, sg. āya). Hierbei gibt es grundsätzlich sieben Systeme der Verszählung, die schon im 8. Jahrhundert entstanden sind und nach den großen Zentren der Korangelehrsamkeit benannt sind: Kufa, Basra, Damaskus, Homs, Mekka, Medina I und Medina II. Allerdings gibt es nur für zwei dieser Systeme feste, eindeutige Gesamtverszahlen, nämlich 6.236 für Kufa und 6.204 für Basra. Die heutige Verszählung richtet sich üblicherweise nach der 1924 erschienenen ägyptischen Standardausgabe, die der kufischen Verszählung folgt. Neben diesen Verszählungen begegnet in der älteren orientalistischen Literatur noch eine andere Verszählung, die auf Gustav Flügel zurückgeht und keiner islamischen Verszählungstradition verpflichtet ist. Eine Synopse der kairinischen und der Flügel'schen Zählung bietet die vom Reclam-Verlag herausgegebene Koranübersetzung von Max Henning.
Eine weitere Form der Verszählung liegt in der Ahmadiyya-Ausgabe des Korans vor. Hier wird anders als in der ägyptischen Standardausgabe jeweils die Basmala als erster Vers mitgezählt, wodurch sich die Zählung der folgenden Verse jeweils um einen Vers verschiebt (z. Bsp.: 2:30 → 2:31). In den Koranausgaben, die auf der ägyptischen Ausgabe basieren, wird die Basmala dagegen nur bei der ersten Sure Al-Fātiha als eigener Vers mitgezählt. Da die Verszahlen nicht als Teil der Offenbarung gelten, werden sie in den oft kunstvoll ornamentierten Koranbüchern mit einer Umrandung von dem Offenbarungstext ausgeschlossen. Auch andere Seitenzahlen bleiben außerhalb des Offenbarungstextes, der klar ersichtlich abgegrenzt wird.

### Einteilungen für liturgische Zwecke

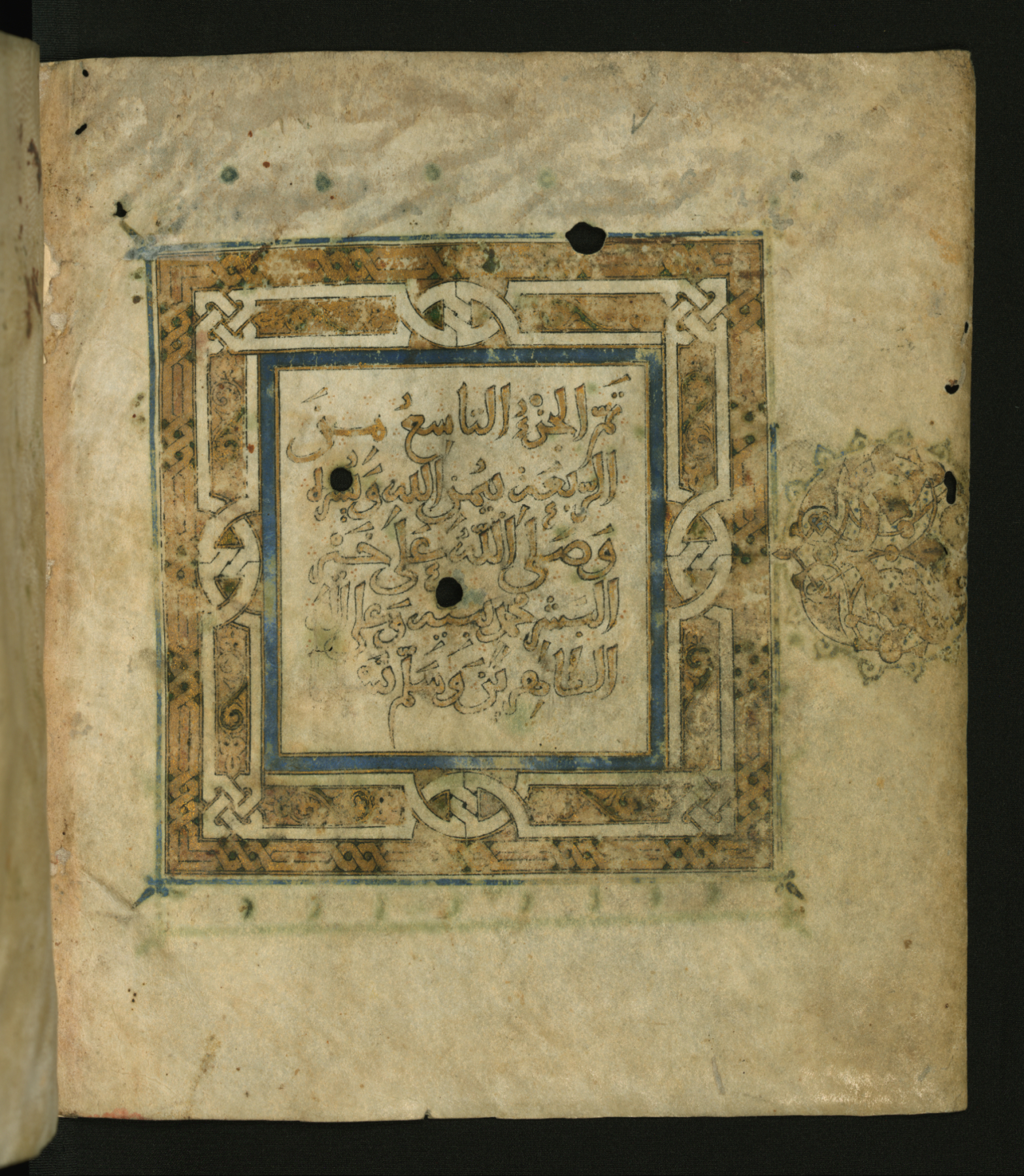
Kolophon des neunten Dschuzʾ einer Rabʿa aus dem 12. Jahrhundert im Walters Art Museum

Während Suren und Verse eine sehr unterschiedliche Länge aufweisen, gibt es noch verschiedene andere Einteilungen des Korans, die den Text in gleich lange Abschnitte gliedern. Sie finden vor allem in der Liturgie Verwendung und dienen als Maßeinheiten zur Festlegung von Gebetspensen. Die wichtigsten derartigen Maßeinheiten sind der 30. Teil des Korans, Dschuzʾ genannt (جزء / ǧuzʾ, Plural أجزاء / aǧzāʾ), und der 60. Teil des Korans, Hizb genannt (حزب / ḥizb, Plural أحزاب / aḥzāb). Die Grenzen zwischen den einzelnen Dschuzʾ- und Hizb-Abschnitten befinden sich meistens mitten in einer Sure.
Die Einteilung des Korans in dreißig Teile ist besonders für den Ramadan-Monat wichtig, denn es ist eine beliebte Praxis, verteilt auf die dreißig Ramadan-Nächte eine Chatma, also eine Komplettlesung des Korans, vorzunehmen. Dschuzʾ- und Hizb-Einteilungen sind üblicherweise an den Rändern der Koranexemplare markiert, manchmal sind sogar die einzelnen Viertel des Hizb gekennzeichnet.
Für die gemeinsame Koranrezitation bei feierlichen Anlässen wurden in vormoderner Zeit die Dschuzʾ-Abschnitte auch häufig einzeln abgeheftet und in einem speziellen Holzkasten, der Rabʿa genannt wurde, untergebracht. Verschiedene muslimische Herrscher wie Sultan Kait-Bay oder Sultan Murad III. ließen derartige Rabʿa-Kästen in kostbarer Ausführung anfertigen und stifteten sie den heiligen Stätten in Mekka, Medina und Jerusalem. Dort waren ausgebildete Koranleser damit beauftragt, täglich daraus zu rezitieren.

## Geschichte

### Von der Lesung zum Buch
Der Koran entstand in einem Zeitraum von knapp zwei Jahrzehnten. Nach dem Ort der Offenbarung wird zwischen mekkanischen und medinensischen Suren unterschieden (s. Nöldekes Chronologie). Die mekkanischen Suren werden noch einmal in früh-, mittel- und spätmekkanische Suren unterteilt.
Der Prozess der Buchwerdung des Korans lässt sich anhand der frühen Entwicklung des arabischen Begriffs qurʾān, der dem deutschen Wort „Koran“ zugrunde liegt, nachverfolgen. Er kommt etwa 70-mal im Koran selbst vor. Seine ursprüngliche Bedeutung ist „Vortrag, Lesung, Rezitation“ (vgl. Kerygma). In diesem Sinne erscheint er zum Beispiel in zwei Passagen aus mittelmekkanischer Zeit, in denen sich Allah an Mohammed wendet:

„Und übereile Dich nicht mit dem Vortrag (qurʾān), bevor nicht seine Eingebung vollendet ist“

„Verrichte das Gebet vom Niedergang der Sonne an bis zum Einbruch der Nachtfinsternis, und die Rezitation (qurʾān) der Morgendämmerung. Bei ihr soll man zugegen sein.“

In der islamischen Lehrtradition wird das Wort dementsprechend als Verbalsubstantiv zum arabischen Verb qaraʾa (قرأ / ‚vortragen, lesen‘) erklärt. Christoph Luxenberg hat hierzu die Vermutung geäußert, dass es sich um eine Entlehnung vom syrischen Wort qeryânâ handelt, das in der christlichen Liturgie eine Perikopenlesung bezeichnet. Tatsache ist, dass das Wort in vorkoranischer Zeit im Arabischen nicht bezeugt ist.
In einigen Versen, die ebenfalls aus mittelmekkanischer Zeit stammen, bezeichnet der Begriff qurʾān bereits einen vorgetragenen Text. So wird in Sure 72:1f dem Propheten mitgeteilt, dass eine Gruppe von Dschinn gelauscht und anschließend gesagt habe: „Siehe, wir haben einen wunderbaren qurʾān gehört, der auf den rechten Weg führt, und wir glauben nun an ihn“.
Im Laufe der Zeit erhielt dann der Begriff die Bedeutung einer in Buchform vorliegenden Sammlung von Offenbarungen. So wird der qurʾān in verschiedenen Passagen, die der frühmedinensischen Zeit zugeordnet werden (Sure 12:1f; 41:2f; 43:2f), als die arabische Version von „dem Buch“ (al-kitāb) ausgewiesen. In Sure 9:111, einer Passage, die auf das Jahr 630 datiert wird, erscheint der qurʾān schließlich als ein heiliges Buch in einer Reihe mit der Tora (Teil der hebräischen Bibel, auch Torah geschrieben) und dem Evangelium. Zwar ist der Prozess der Buchwerdung damit noch nicht abgeschlossen, doch lässt sich erkennen, dass der Koran bereits als ein Buch aufgefasst wurde. Als einer der letzten geoffenbarten Verse des Korans gilt Sure 5:3. Von diesem Vers wird überliefert, dass Mohammed ihn erstmals wenige Monate vor seinem Tod bei der sogenannten Abschiedswallfahrt den Gläubigen vortrug.

### Die Sammlung des Korans

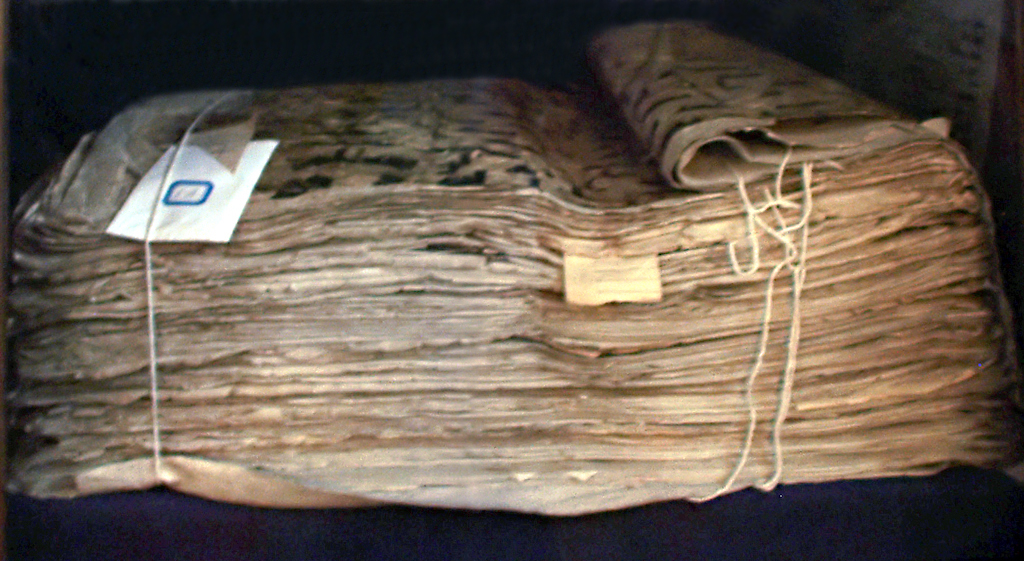
Taschkenter Koran (9. Jahrhundert)

Vor dem Tod des Propheten Mohammed waren bereits verschiedene Teile des Korans niedergeschrieben worden, und nach Abstimmung mit allen, die den Koran sowohl mündlich (Hāfiz) als auch schriftlich bewahrt hatten, entstand nach Mohammeds Tod im Jahre 11 n. H. (632 n. Chr.) zu Zeiten des ersten Kalifen Abū Bakr der erste Koran-Kodex (مصحف muṣḥaf), um ihn vor dem Verlorengehen oder Verwechseln mit anderen Aussagen des Propheten Mohammed zu bewahren.
Der dritte Kalif, Uthman ibn Affan (644–656), ließ diese ersten Koran-Kodizes, die auch z. T. in anderen Dialekten als dem quraischitischen Dialekt – dem Dialekt des Propheten Mohammed – abgefasst waren, einsammeln und verbrennen, um dann einen offiziell gültigen Koran herzustellen. Dabei mussten mindestens zwei Männer bei jedem Vers bezeugen, dass sie diesen direkt aus dem Munde des Propheten gehört hatten. Sechs Verse im Koran sind aber nur von einem Zeugen, nämlich Zaid ibn Thābit, dem ehemaligen Diener des Propheten, auf diese Weise bezeugt worden. Dass diese Verse heute doch im Koran stehen, hängt damit zusammen, dass der Kalif ausnahmsweise das alleinige Zeugnis von Zaid akzeptierte.
Nach der islamischen Überlieferung wurden fünf Abschriften des uthmanischen Kodex in die verschiedenen Städte versandt, und zwar nach Medina, Mekka, Kufa, Basra und Damaskus. Gleichzeitig erging die Anordnung, alle privaten Koranaufzeichnungen zur Vorbeugung falscher Überlieferungen zu verbrennen. Man nahm früher an, dass die Abschrift, die nach Medina gesandt wurde, sich heute in Taschkent befindet und ein zweites Exemplar im Topkapi-Museum in Istanbul verwahrt wird. Beide Exemplare sind aber in kufischer Schrift, die sich in das 9. Jahrhundert n. Chr. datieren lässt, aufgeschrieben worden und somit wohl frühestens 200 Jahre nach Mohammed entstanden. In einer Bibliothek in Birmingham, der Cadbury Research Library, entdeckte man 2015 in einer Koranausgabe des späten 7. Jahrhunderts zwei Pergamentblätter, die sich mittels Radiocarbonmethode auf die Zeit zwischen 568 und 645 datieren ließen. Die Blätter enthalten Teile von Sure 18 bis 20, geschrieben mit Tinte in einer frühen Schriftform des Arabischen, des Hijazi. Damit zählen sie zu den ältesten Koranstücken der Welt.

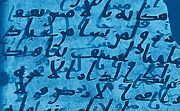
Sanaa-Manuskript des Korans unter ultraviolettem Licht, das unsichtbaren überschriebenen Text und Textänderungen aufdecken kann.

Auch die heutige Anzahl und Anordnung der Suren gehen auf die Redaktion von Uthman zurück. Der Koran-Kodex des ʿAbdallāh ibn Masʿūd, der nach der Einführung des uthmanischen Kodexes noch eine Zeit weiter benutzt wurde, hatte nur 110 oder 112 Suren, die anders angeordnet waren. Charidschitische Gruppen in Persien bzw. Iran bestritten, dass Sure 12 und Sure 42 Bestandteil des ursprünglichen Korans gewesen seien. Handschriftenfunde in der Großen Moschee von Sanaa deuten an, dass Korankodizes aus dem ersten muslimischen Jahrhundert (7. Jahrhundert n. Chr.) bedeutende Unterschiede in der Orthographie, in den Lesarten (d. h. im Inhalt) und den Anordnungen der Suren aufweisen.
Die arabische Schrift des Uthman’schen Kodex kannte noch keine diakritischen Punkte, wie sie in der heutigen arabischen Schrift verwendet werden, um gleich aussehende Konsonanten zu unterscheiden. Deshalb war das mündliche Beherrschen des Textes wichtig, und die Schriftform des Rasm diente vor allem als Gedächtnishilfe.
In den Orten mit Abschriften des uthmanschen Kodexes entwickelten sich verschiedene Lesarten des Korans. Die islamische Tradition hat später sieben solcher Lesetraditionen als „kanonisch“ anerkannt. Erst Anfang des 8. Jahrhunderts wurden die Buchstaben im Korantext mit diakritischen Zeichen versehen. Die Initiative dazu ging auf al-Haddschādsch ibn Yūsuf zurück, den Statthalter des umayyadischen Kalifen Abd al-Malik im Irak, der auf diese Weise alle Uneindeutigkeiten in der Überlieferung des Korans ausräumen wollte. Aus dieser Zeit stammen auch die ersten Belege für die Bedeutung des Korans im öffentlichen Leben der Muslime, denn Abd al-Malik ließ die von ihm geprägten Münzen sowie die Inschriften des von ihm errichteten Felsendoms mit Koranzitaten (insbesondere Sure 112) versehen.

### Theologische Diskussionen über das Wesen des Korans
Im Koran selbst finden sich einige Aussagen über seine himmlische Herkunft. So ist in Sure 85:22 von „einer wohlverwahrten Tafel“ (lauḥ maḥfūẓ) die Rede, auf der sich der Koran befinden soll, und in Sure 43:3f wird ausgesagt, dass es zu dem arabischen Koran ein „Urbuch“ (Umm al-kitāb) gibt, das sich bei Gott befindet. Es wird außerdem mitgeteilt, dass der Koran im Monat Ramadan (Sure 2:185) bzw. in der „Nacht der Bestimmung“ (Sure 97 „Al-Qadr“) von Gott herabgesandt wurde. Später wurden diese Aussagen im Bereich des sunnitischen Islams so interpretiert, dass der Koran in der „Nacht der Bestimmung“ in die unterste Himmelssphäre herabgesandt und von hier aus Mohammed während seines zwanzigjährigen Wirkens als Prophet jeweils bei den entsprechenden Offenbarungsanlässen in Einzelteilen übermittelt wurde. Aus den genannten Aussagen im Koran wurde allgemein geschlossen, dass dem Koran ein übernatürliches Wesen zukommt.
Um die Mitte des 8. Jahrhunderts kam es allerdings zu heftigen Diskussionen, als verschiedene Theologen aus dem Kreis der Murdschi'a die Präexistenz des Korans in Zweifel zogen und die Theorie der Erschaffenheit des Korans (ḫalq al-Qurʾān) aufbrachten. Während die Traditionalisten diese Theorie bekämpften, wurde sie von den Muʿtaziliten und Ibaditen übernommen und weiter ausgearbeitet. Die drei Kalifen al-Ma'mūn, al-Muʿtasim und al-Wāthiq erhoben die Lehre von der Unerschaffenheit des Korans sogar zur offiziellen Doktrin im Abbasidenstaat und ließen alle diejenigen, die sich nicht dazu bekennen wollten, im Zuge der Mihna inquisitorisch verfolgen. In dieser Situation entwickelte der Theologe Ibn Kullāb eine Zwischenposition, indem er zwischen dem Inhalt der Offenbarung und seiner „Ausdrucksform“ (ʿibāra) differenzierte. Er lehrte, dass nur ersteres unerschaffen und anfangsewig sei, während die Ausdrucksform der Rede Gottes in der Zeit variieren könne. Diese Lehre wurde später von den Aschʿariten übernommen.
Zwar bestritten die Muʿtaziliten die Unerschaffenheit des Korans, doch entwickelten sie dafür das Dogma von der „Unnachahmlichkeit des Korans“ (iʿdschāz al-qurʾān). Dieses stützte sich auf verschiedene Stellen im Koran, an denen die Ungläubigen aufgefordert werden einzugestehen, dass sie nicht imstande sind, etwas dem Koran Ebenbürtiges hervorzubringen (vgl. Sure 2:223; 11:13), bzw. an denen deutlich ausgesagt wird, dass, selbst wenn Menschen und Dschinn sich zusammentäten, sie nichts Ebenbürtiges hervorbringen könnten (vgl. Sure 17:88). Der Koran gilt damit gleichzeitig als „Beglaubigungswunder“ für den prophetischen Anspruch Mohammeds. Dieses Iʿdschāz-Dogma hat später im Islam allgemeine Verbreitung gefunden.

### Entwicklung der islamischen Koranwissenschaften
Um den Koran herum bildete sich ein ganzes Bündel verschiedener Wissenschaften. Aus dem Bedürfnis nach Auslegung (Exegese) des Offenbarungsinhalts entwickelte sich die Wissenschaft der Koranexegese (ʿilm at-tafsīr). Ausführliche, oft Dutzende Bände füllende Kommentarwerke sind vom 2. muslimischen Jahrhundert an (8. Jahrhundert n. Chr.) entstanden; zu den berühmtesten zählen die von at-Tabarī (gestorben 923), az-Zamachscharī (gestorben 1144),
Fachr ad-Dīn ar-Rāzī (gestorben 1209), Qurtubi (gestorben 1272), al-Baidāwī (gestorben 1290) und Ibn Kathīr (gestorben 1373).
Weitere wichtige Themen, mit denen sich die Koranwissenschaften befassen, sind die Asbāb an-nuzūl, die verschiedenen Lesarten des Korans, die abrogierenden und abrogierten Koranverse, und die Koranrezitation.

## Forschungen zum religionsgeschichtlichen Hintergrund des Korans

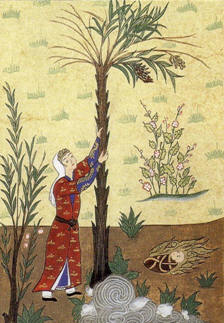
Mit ihrer bevorstehenden Geburt schüttelt Maryam den Baum für frische Dattelpalmenfrüchte. Die Handlung wird im Koran erzählt, stammt aber ursprünglich aus dem Pseudo-Matthäus-Evangelium.

Die moderne westliche Forschung befasst sich besonders intensiv mit den Anspielungen auf Erzählstoffe aus dem Umfeld des Alten Testaments und der apokryphen Evangelien, die der Koran enthält. Sie werden als Beleg dafür betrachtet, dass der Koran in vielschichtigen und engen Beziehungen zum „religiösen und geistigen Leben des Nahen Ostens der Spätantike steht“.
Der Orientalist Heinrich Speyer demonstrierte, dass der Koran in seiner Darstellung vom Fall des Iblis stark von der Schatzhöhle, einem syrischen Text des 6. Jahrhunderts, und dem Leben Adams und Evas, einem um die Zeitenwende entstandenen frühjüdischen und vor 400 n. Chr. christlich überarbeiteten Buch, geprägt ist.
Der Arabist Tilman Nagel kommt aufgrund seiner Forschungen zu dem Ergebnis, dass sich nacheinander vier unterschiedliche Themenkreise im Koran niedergeschlagen haben:
1. in der frühesten mekkanischen Zeit vor allem gnostische Elemente,
2. in der mittleren bis späten mekkanischen Zeit Anleihen bei der jüdischen und christlichen Erbauungsliteratur und Hymnik,
3. in der späten mekkanischen Zeit Themen des heidnisch-arabischen Hanīfentums,
4. und in den letzten Monaten Mekka und in Medina erneut Anleihen aus dem Judentum.[32]

Unter den Hanīfen, deren Bilder und Themen der Koran aufgreift, ist nach Nagels Auffassung der Dichter Umaiya ibn Abī s-Salt besonders wichtig.

## Übersetzungen des Korans

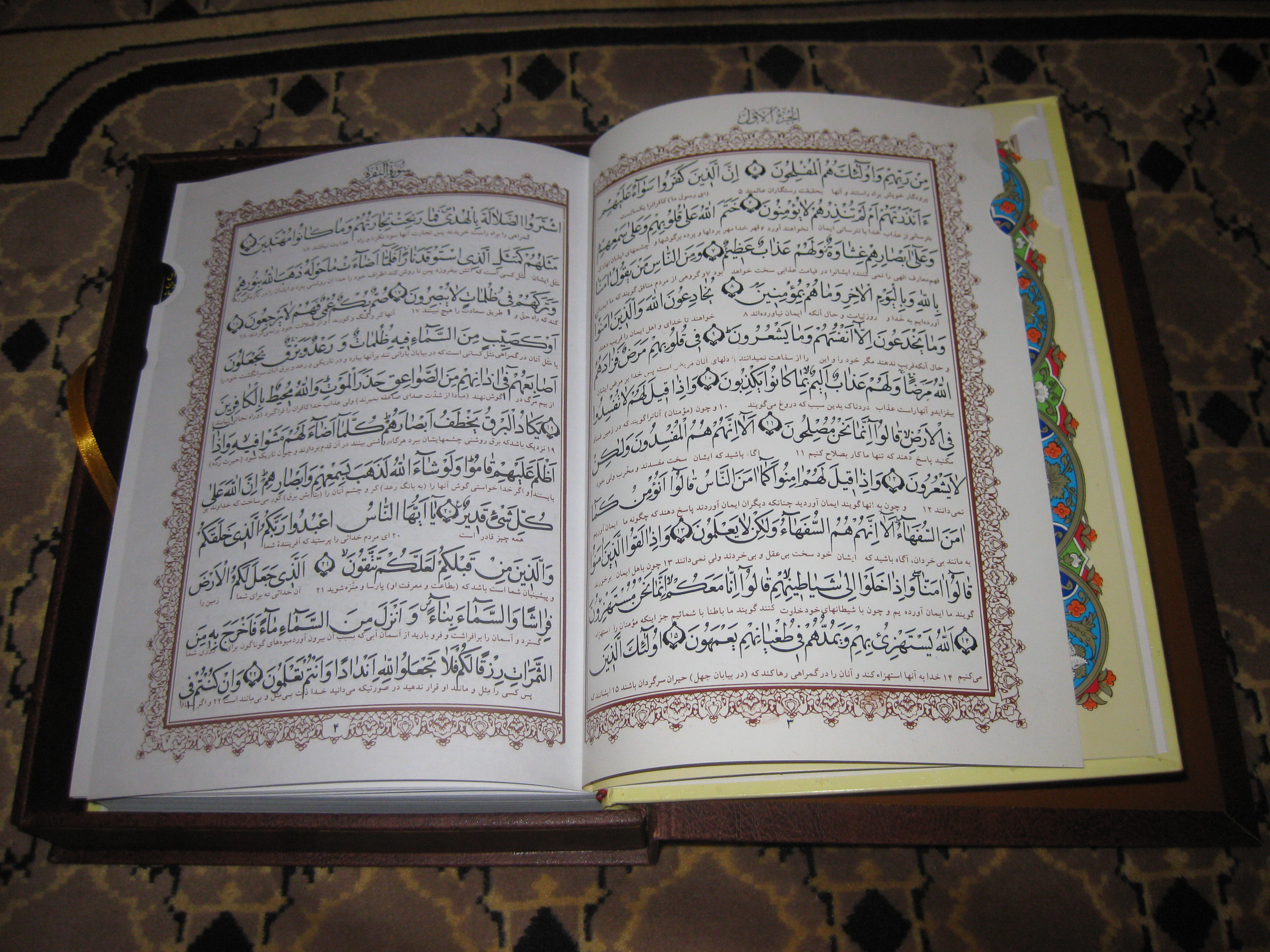
Arabischer Koran mit persischer Interlinearübersetzung

### Allgemein
Eine wirkliche Übersetzung des Korans gilt in der traditionellen islamischen Theologie als unmöglich, da jede Übersetzung zugleich eine Interpretation enthält. Daher wird das Studium des Korans im arabischen Originaltext empfohlen. Einige Sufis zum Beispiel glauben, es sei segensreicher, sich die arabischen Buchstaben eines Korantextes anzuschauen, auch wenn man kein Arabisch versteht, als eine schlechte Übersetzung zu lesen. Allerdings sind schon im Mittelalter verschiedene persische und türkische Übersetzungen des Korans erstellt worden.
Ab dem Ende des 19. Jahrhunderts wurde der Koran in verschiedene indische Sprachen übersetzt. Den Anfang machte der Brahmo-Gelehrte Girish Chandra Sen mit der Übersetzung in die bengalische Sprache (1881–1883). Die ab 1937 veröffentlichte maßgebliche Übersetzung ins Englische stammt von dem Arabisten Richard Bell. Französische Übersetzungen schufen der Orientalist Régis Blachère 1949 und der indische Islamgelehrte Muhammad Hamidullah 1959.

### Übersetzungen ins Deutsche

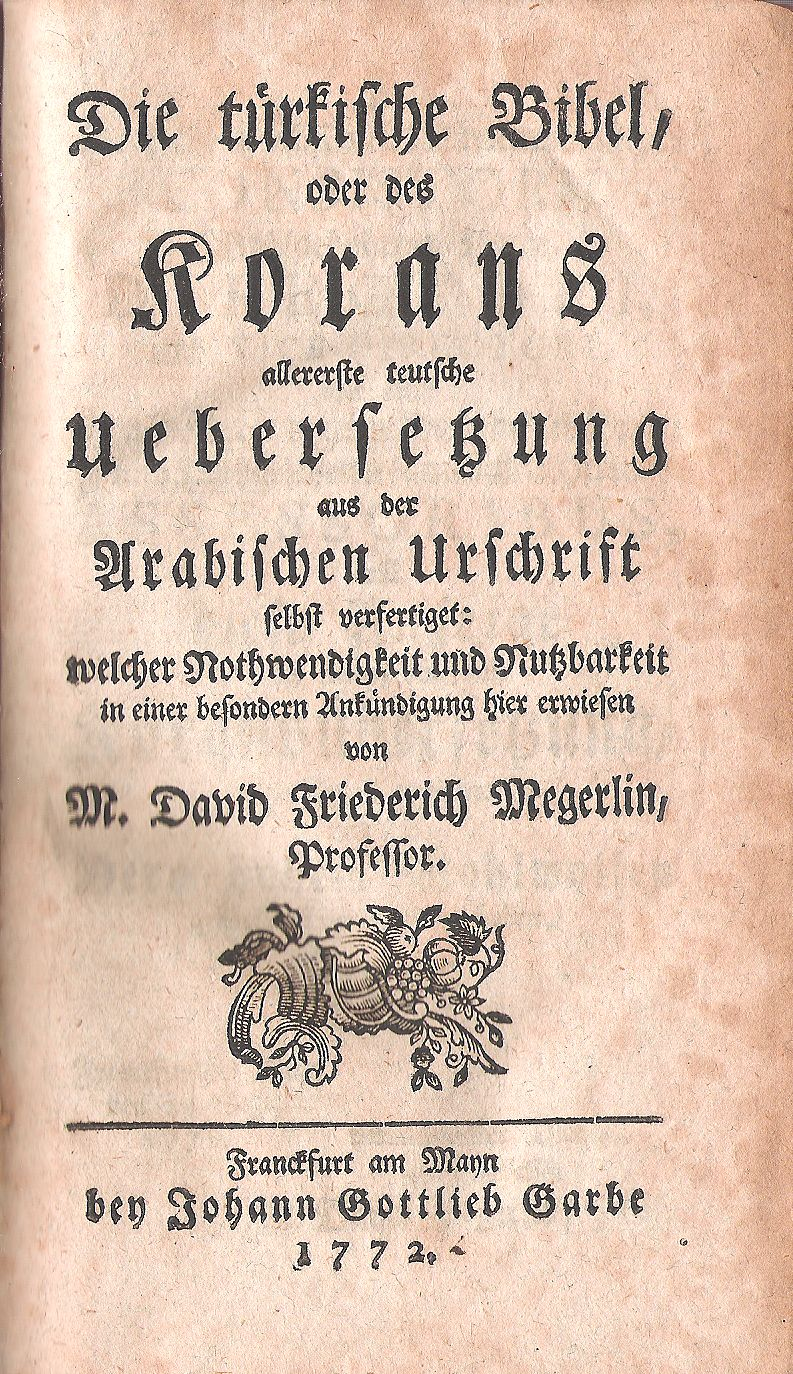
Titelblatt der ersten direkt aus dem Arabischen erstellten deutschen Koranübersetzung von Megerlein 1772: Die türkische Bibel, oder des Korans allererste deutsche Uebersetzung direkt aus der Arabischen Urschrift

Die erste Übersetzung ins Deutsche stammt vom Nürnberger Pfarrer Salomon Schweigger 1616. Er übersetzte dabei die erste italienische Fassung aus dem Jahre 1547 von Andrea Arrivabene, die ihrerseits auf einer lateinischen Übersetzung aus dem 12. Jahrhundert basierte. Der Orientalist Friedrich Rückert übertrug in der ersten Hälfte des 19. Jahrhunderts weite Teile des Korans als gebundene Sprache ins Deutsche. Rückerts Übersetzung versucht den Klang des koranischen Arabisch im Deutschen wiederzugeben, hat aber Textstellen nach eigenem Ermessen ausgelassen. Rudi Paret, dessen Übersetzung (Erstausgabe 1962) in Fachkreisen als die philologisch zuverlässigste gilt, setzt demgegenüber bei mehrdeutigen Passagen die zusätzlichen Übersetzungsmöglichkeiten bzw. die wörtliche Bedeutung (mit einem w. gekennzeichnet) in Klammern dahinter. Der Orientalist Navid Kermani kritisiert, dass Paret in seinem Bemühen, den Sinn getreu wiederzugeben, von der Form des Korans absehe: Dadurch sei seine Übersetzung, „gerade in ihrer ostentativen Genauigkeit, nicht nur schlecht, sie ist falsch, sie vermittelt eine falsche Idee vom Koran“.
1939 erschien eine von der Ahmadiyya-Gemeinde herausgegebene Koranübersetzung; sie gilt als erste deutsche, durch Muslime herausgegebene Koranübersetzung. Es folgten danach weitere Übersetzungen, u. a. durch den arabisch-christlichen Theologieprofessor Adel Theodor Khoury (traditionsgebunden, vom Islamischen Weltkongress unterstützt), von Lazarus Goldschmidt, von Ahmad von Denffer und von Max Henning (Reclam), die 1968 auch in der DDR erschien.
Die Übersetzung von Henning ist von Murad Wilfried Hofmann überarbeitet und mit Anmerkungen versehen worden. Die Überarbeitung wird von vielen seiner Glaubensgenossen aus dem deutschen Sprachraum geschätzt, von Seite der Islamwissenschaften teils deutlich kritisiert. Eine zeitgenössische Übersetzung, die auch den arabischen Text und gleichzeitig zu jedem Vers eine Auswahl aus wichtigen, ins Deutsche übersetzten Kommentaren bringt, wurde von einer Gruppe deutschsprachiger Muslimas unter Leitung von Fatima Grimm unter dem Titel Die Bedeutung des Koran herausgegeben. Eine weitere Übersetzung hat Muhammad Rassoul unter dem Titel Die ungefähre Bedeutung des Al-Qur’an Al-Karim in der Islamischen Bibliothek veröffentlicht. Dies ist die Übersetzung, die auf der Website des Zentralrats der Muslime in Deutschland zu finden ist.
Der Koran für Kinder und Erwachsene, eine Bearbeitung in zeitgenössischer deutscher Sprache, die sich auch an Kinder und Jugendliche wendet, wurde im Jahr 2008 von den Islamwissenschaftlerinnen Lamya Kaddor und Rabeya Müller erstellt. Die Neuübersetzung soll nach Lamya Kaddor „den Respekt vor dem heiligen Buch der Muslime mit einem verständlichen Zugang verbinden“.